# Maurice Elvey
Pour les articles homonymes, voir Elvey.
 (août 2025).
Maurice Elvey, né à Stockton-on-Tees le 11 novembre 1887 et mort à Brighton le 28 août 1967, est un réalisateur, producteur et scénariste britannique. 
Réalisateur le plus prolifique de l'histoire du cinéma britannique, il a dirigé près de 200 films entre 1913 et 1957. Au temps du muet, il lui arriva de tourner jusqu'à 20 films par an.

## Biographie
Né William Seward Folkard à Stockton-on-Tees le 11 novembre 1887, Elvey commença sa carrière comme acteur à l'âge de 17 ans. Il accéda rapidement à la mise en scène et à la production de pièces de théâtre, et fonda sa propre troupe avant de se tourner vers le cinéma avec The Great Gold Robbery en 1913. Il dirigea un large éventail de films populaires de tous genres, dont la comédie, le drame, les adaptations littéraires — notamment The Suicide Club (en) (1914) d'après Robert Louis Stevenson et une version de la pièce de William Shakespeare, As You Like It rebaptisée Love in a Wood (1916) — ainsi que des biographies filmées de personnages importants comme Florence Nightingale ou encore Lord Nelson. The Life Story of David Lloyd George, dont la sortie fut empêchée pour des raisons politiques en 1918, fut redécouvert dans les archives familiales de la famille Lloyd George des décennies plus tard. Il fut projeté en première mondiale à Cardiff en mai 1996 et fut salué par des critiques et des historiens du cinéma comme l'un des meilleurs films muets jamais produits au Royaume-Uni.
En 1921, Elvey dirigea un long métrage et seize courts (dont The Hound of the Baskervilles) dans lesquels Eille Norwood interprétait le rôle de Sherlock Holmes. Ce fut l'acteur préféré d'Arthur Conan Doyle parmi tous ceux qui campèrent son limier et que l'écrivain eut l'occasion de voir.
Elvey travailla avec des acteurs comme Leslie Howard, Gracie Fields, Claude Rains, Alastair Sim, Leslie Banks et Fay Wray, et fut le mentor des futurs réalisateurs Carol Reed et David Lean. En 1944, il tomba sous le charme de Petula Clark lorsqu'il la vit sur scène au Royal Albert Hall, et il fut à l'origine de la carrière cinématographique de celle-ci, en lui réservant le rôle d'une enfant abandonnée dans son drame de guerre Medal for the General. Ils collaborèrent de nouveau pour trois autres films.
Elvey fut marié trois fois, à l'actrice Philippa Preston, puis à la sculptrice Florence Hill Clarke, et enfin à l'actrice Isobel Elsom, dont il fit la connaissance sur le tournage de The Wandering Jew en 1923. Le couple se retrouve ensemble au générique de huit films.
La perte d'un œil et une santé déclinante précipitèrent sa retraite à l'âge de 70 ans. Il mourut dix années plus tard, à Brighton.

## Filmographie

### comme réalisateur

#### Années 1910
- 1913 : The Fallen Idol (it)
- 1913 : The Great Gold Robbery (it)
- 1913 : Bridegrooms Beware (it)
- 1913 : Topsy Wopsy
- 1913 : Popsy Wopsy (it)
- 1913 : Maria Marten, or the Mystery of the Red Barn
- 1914 : The Bells of Rheims
- 1914 : The Idol of Paris
- 1914 : It's a Long Long Way to Tipperary
- 1914 : The Sound of Her Voice
- 1914 : Inquisitive Ike
- 1914 : Beautiful Jim
- 1914 : The Suicide Club (en)
- 1914 : The White Feather
- 1914 : The Cup Final Mystery
- 1914 : In the Days of Trafalgar
- 1914 : The Loss of the Birkenhead
- 1914 : Her Luck in London
- 1915 : London's Yellow Peril
- 1915 : Grip
- 1915 : Gilbert Dying to Die
- 1915 : There's Good in Everyone
- 1915 : Love in a Wood
- 1915 : Gilbert Gets Tiger-Itis
- 1915 : Her Nameless Child
- 1915 : Midshipman Easy
- 1915 : Honeymoon for Three
- 1915 : A Will of Her Own
- 1915 : From Shopgirl to Duchess
- 1915 : Charity Ann
- 1915 : Home
- 1915 : Florence Nightingale
- 1915 : Fine Feathers
- 1916 : Money for Nothing
- 1916 : Vice Versa
- 1916 : Mother Love
- 1916 : Driven
- 1916 : When Knights Were Bold
- 1916 : Meg the Lady
- 1916 : Esther
- 1916 : Trouble for Nothing
- 1916 : The Princess of Happy Chance
- 1916 : The King's Daughter
- 1917 : Dombey and Son
- 1917 : Smith
- 1917 : The Grit of a Jew
- 1917 : The Woman Who Was Nothing
- 1917 : Justice
- 1917 : The Gay Lord Quex
- 1917 : Flames
- 1917 : Mary Girl
- 1918 : Nelson
- 1918 : Hindle Wakes
- 1918 : Adam Bede
- 1918 : The Life Story of David Lloyd George
- 1918 : The Greatest Wish in the World
- 1918 : Goodbye
- 1919 : The Swindler
- 1919 : Keeper of the Door
- 1919 : The Rocks of Valpre
- 1919 : Quinneys
- 1919 : God's Good Man
- 1919 : Mr. Wu
- 1919 : Comradeship
- 1919 : l

#### Années 1920
- 1920 : The Tavern Knight
- 1920 : The Hundredth Chance
- 1920 : The Amateur Gentleman
- 1920 : Bleak House
- 1920 : The Victory Leaders
- 1920 : At the Villa Rose
- 1920 : A Question of Trust
- 1921 : Série Sherlock Holmes :
  1. The Dying Detective
  2. The Devil's Foot
  3. A Case of Identity
  4. The Yellow Face
  5. The Red-Headed League
  6. The Resident Patient
  7. A Scandal in Bohemia
  8. The Man with the Twisted Lip
  9. The Beryl Coronet
  10. The Noble Bachelor
  11. The Copper Beeches
  12. The Empty House
  13. The Tiger of San Pedro
  14. The Priory School
  15. The Solitary Cyclist
  16. The Hound of the Baskervilles
- 1921 : Innocent
- 1921 : A Romance of Wastdale
- 1921 : The Tragedy of a Comic Song
- 1921 : The Fruitful Vine
- 1921 : A Gentleman of France
- 1922 : The Passionate Friends
- 1922 : A Debt of Honour
- 1922 : Man and His Kingdom
- 1922 : Running Water
- 1922 : Dick Turpin's Ride to York
- 1923 : Don Quixote
- 1923 : Guy Fawkes
- 1923 : The Royal Oak
- 1923 : Le Signe des quatre (The Sign of Four)
- 1923 : The Wandering Jew
- 1924 : Slaves of Destiny
- 1924 : Sally Bishop
- 1924 : Henry, King of Navarre
- 1924 : The Love Story of Aliette Brunton
- 1924 : My Husband's Wives
- 1924 : Pour un collier de perles (Folly of Vanity), coréalisation de Henry Otto
- 1924 : Curlytop
- 1925 : She Wolves
- 1925 : Every Man's Wife
- 1926 : Baddesley Manor: The Phantom Gambler
- 1926 : The Flag Lieutenant
- 1926 : The Woman Tempted
- 1926 : Glamis Castle
- 1926 : The Tower of London
- 1926 : Windsor Castle
- 1926 : Kenilworth Castle and Amy Robsart
- 1926 : Mademoiselle from Armentieres
- 1927 : The Flight Commander
- 1927 : The Glad Eye
- 1927 : Roses of Picardy
- 1927 : Hindle Wakes
- 1927 : La Goutte de venin (Tragödie einer Ehe)
- 1928 : Mademoiselle Parley Voo
- 1928 : Palais de danse
- 1928 : Point ne tueras (High Treason)
- 1928 : Balaclava
- 1928 : You Know What Sailors Are

#### Années 1930
- 1930 : School for Scandal
- 1931 : Potiphar's Wife
- 1931 : Sally in Our Alley
- 1931 : A Honeymoon Adventure
- 1932 : Frail Women
- 1932 : Meurtres (The Lodger)
- 1932 : The Marriage Bond
- 1932 : In a Monastery Garden
- 1932 : The Water Gipsies
- 1932 : Diamond Cut Diamond coréalisé avec Fred Niblo
- 1933 : Le Juif errant (The Wandering Jew)
- 1933 : I Lived with You
- 1933 : This Week of Grace
- 1934 : La Dernière Symphonie (The Lost Chord)
- 1934 : Lily of Killarney
- 1934 : Le Clairvoyant (The Clairvoyant)
- 1934 : Road House
- 1934 : Soldiers of the King
- 1934 : Love, Life and Laughter
- 1934 : Princess Charming
- 1934 : My Song for You
- 1935 : Heat Wave
- 1935 : The Tunnel
- 1936 : Man in the Mirror
- 1936 : Spy of Napoleon
- 1937 : Who Killed John Savage?
- 1937 : A Romance in Flanders
- 1937 : Change for a Sovereign
- 1937 : Melody and Romance
- 1938 : Lightning Conductor
- 1938 : Sword of Honour
- 1938 : Who Goes Next?
- 1938 : Return of the Frog
- 1939 : Peuple éternel (A People Eternal)
- 1939 : Sons of the Sea

#### Années 1940
- 1940 : Under Your Hat
- 1940 : Goofer Trouble
- 1940 : The Spider
- 1940 : For Freedom (en)
- 1940 : Room for Two
- 1942 : Salute John Citizen
- 1943 : Femmes en mission (The Gentle Sex)
- 1943 : Combat éternel (The Lamp Still Burns)
- 1944 : Strawberry Roan
- 1944 : Medal for the General
- 1946 : Amour tragique (Beware of Pity)

#### Années 1950
- 1951 : The Third Visitor
- 1951 : The Late Edwina Black
- 1952 : My Wife's Lodger
- 1952 : Drôle de nuit de noces (Is Your Honeymoon Really Necessary ?)
- 1953 : House of Blackmail
- 1953 : The Great Game
- 1954 : The Happiness of Three Women
- 1954 : The Harassed Hero
- 1954 : What Every Woman Wants
- 1954 : The Gay Dog
- 1955 : You Lucky People
- 1955 : Room in the House
- 1956 : Stars in Your Eyes
- 1956 : Fun at St. Fanny's
- 1956 : Dry Rot
- 1957 : Second Fiddle

### comme producteur
- 1917 : Dombey and Son
- 1926 : The Woman Tempted
- 1926 : Mademoiselle from Armentieres
- 1927 : A Sister to Assist 'Er
- 1927 : Roses of Picardy
- 1927 : Hindle Wakes
- 1927 : The Glad Eye
- 1927 : The Arcadians
- 1927 : A Woman in Pawn
- 1928 : What Money Can Buy
- 1928 : Smashing Through
- 1928 : Sailors Don't Care
- 1928 : The Physician (en)
- 1928 : Palais de danse
- 1930 : School for Scandal
- 1931 : A Sister to Assist 'Er
- 1938 : Sword of Honour

### comme scénariste
- 1915 : A Will of Her Own
- 1916 : Esther
- 1916 : Driven
- 1923 : The Sign of Four
- 1927 : The Glad Eye
- 1931 : Potiphar's Wife
- 1937 : Melody and Romance
- 1939 : Sons of the Sea
- 1956 : The Last Man to Hang?

### comme acteur
- 1913 : The Fallen Idol : Lover
- 1914 : The Cup Final Mystery